# Marc-Michel Rey
Marc-Michel Rey (Ginebra, 5 de mayo de 1720-Ámsterdam, 8 de junio de 1780) fue un editor muy influyente en las Provincias Unidas de los Países Bajos que editó muchas obras de los Philosophes franceses, incluyendo las de Jean-Jacques Rousseau (1712-1778) y Denis Diderot (1713-1784).

## Vida
Hijo de hugonotes franceses, nació en Ginebra, donde estuvo trabajando de ayudante del librero Marc-Michel Bosquet, desde 1733 a 1744. Ese último año se mudó a Ámsterdam, donde después de conseguir la ciudadanía, abrió un negocio de publicación. En 1746 se casó con Elisabeth Bernard, hija de un librero, y el negocio de su suegro pasó a él, teniendo gran éxito. Rey, nunca consiguió hablar con fluidez el idioma neerlandés, pero se hacía entender con su mezcla de francés-holandés.